# Coccopygia melanotis
L'astrilde di Dufresne (Coccopygia melanotis (Temminck, 1823)), conosciuta anche come astrilde guancenere o astro nano, è un uccello passeriforme della famiglia degli Estrildidi.
Il nome scientifico di questi uccelli deriva dall'unione delle parole grecheμέλας (melas, "nero") e οὖς (us, "orecchio"), col significato di "dalle orecchie nere", in riferimento alla tipica livrea maschile.

## Descrizione

### Dimensioni
Coi suoi 9–10 cm di lunghezza massima raggiunti, questa specie assieme alle congeneri rappresenta uno degli estrildidi di minori dimensioni.

### Aspetto
Si tratta di un uccelletto dall'aspetto minuto ma robusto, munito di un forte becco di forma conica.

La livrea si presenta di colore grigio topo su testa, dorso e petto (con tendenza a schiarirsi fino a diventare quasi bianco su quest'ultimo), con le ali di colore bruno-olivastro ed il codione rosso. La coda è nera, e nel maschio nere sono anche l'area delle guance e la gola, mentre nella femmina il nero facciale è assente e la colorazione delle ali risulta più sbiadita. In entrambi i sessi gli occhi sono bruno-neri, le zampe di colore carnicino, il becco nero superiormente e rosso-arancio inferiormente.

## Biologia
Si tratta di uccelli diurni, che tendono a vivere in coppie o in piccoli gruppi che raramente contano più di una quindicina d'individui, i quali raramente si uniscono a stormi di uccelli di altre specie, passando la maggior parte del tempo fra l'erba alta alla ricerca di cibo.

### Alimentazione
La dieta dell'astrilde di Dufresne è essenzialmente granivora, basandosi su piccoli semi di graminacee (in particolare i semi ancora immaturi di penniseto allungato) e di piccoli invertebrati.

### Riproduzione
Il periodo riproduttivo coincide con l'estate australe, iniziando generalmente nel mese di novembre e portandosi avanti fino a gennaio.
Il nido viene edificato da ambedue i sessi nel folto della vegetazione, a circa un metro e mezzo dal suolo, e consiste in una struttura globosa costituita da fili d'erba secca intrecciati ed imbottita internamente da materiale morbido, come muschio e lanugine. Al suo interno la femmina depone da 3 a 10 uova (solitamente 4-5) di colore bianco, che entrambi i sessi covano (alternandosi durante il giorno e riposando assieme nel nido durante la notte, ma spesso anche durante le ore diurne) per 12-14 giorni, al termine dei quali schiudono pulli ciechi e nudi, che vengono imbeccati da ambo i partner e sono in grado d'involarsi attorno alle tre settimane dalla schiusa. Essi si allontanano tuttavia completamente dal nido solo attorno al mese e mezzo di vita, acquistando la livrea adulta dopo un ulteriore mese e mezzo.
Questa specie subisce parassitismo di cova da parte della vedova domenicana (Vidua macroura).

## Distribuzione e habitat
L'astrilde di Dufresne è diffusa in Africa meridionale, dallo Zimbabwe al Mozambico meridionale a sud fino ai Monti dei Draghi.
L'habitat di questa specie è costituito dai margini delle aree boschive e cespugliose in quota, con presenza di zone prative e steppose più o meno estese. La specie si spinge anche nelle aree antropizzate, colonizzando i giardini delle case periferiche ed i campi coltivati.

## Tassonomia
Dopo essere stata per lungo tempo ascritta al genere Estrilda col nome di Estrilda melanotis, è stato appurato che in realtà questo uccello non è così strettamente imparentato con gli appartenenti a questo genere come la sua morfologia potrebbe far credere, avvicinandosi invece maggiormente ai dorso oliva del genere Nesocharis, col quale va a formare un clade: ne è stata quindi promosso lo spostamento in un proprio genere, Coccopygia, assieme ad altre due specie (C. bocagei e C. quartinia) precedentemente classificate come sottospecie proprio dell'astrilde guancenere.